# Elezione presidenziale in Albania del 2022
L'elezione presidenziale in Albania del 2022 si è svolta tra il 16 maggio e il 4 giugno.
Il presidente uscente è Ilir Meta; risulta eletto, al IV scrutinio, Bajram Begaj, con 78 voti.

## Contesto
Il 10 maggio 2022 i leader di commissione e di partito si sono incontrati per decidere quando il Parlamento terrà il primo turno di votazioni. Questo incontro ha segnato l'inizio ufficiale del processo di selezione, con il primo turno quindi richiesto entro sette giorni. La costituzione stabilisce che le elezioni presidenziali devono tenersi non più di 60 giorni e non meno di 30 giorni prima della scadenza del mandato del presidente in carica.

## Sistema elettorale
Il Presidente dell'Albania è eletto con voto segreto e senza dibattito nel Parlamento albanese. Un candidato deve ricevere voti dai tre quinti del numero totale dei parlamentari per vincere. Se la maggioranza richiesta non viene raggiunta al primo turno di votazioni, un secondo turno si svolge entro sette giorni. Se la maggioranza non viene ancora raggiunta, un terzo turno deve aver luogo entro un ulteriore termine di sette giorni. Se richiesto, entro sette giorni devono svolgersi ulteriori due turni, con la maggioranza necessaria per vincere ridotta alla maggioranza assoluta del 50% +1 voti del numero totale dei parlamentari. Nel quinto turno vengono mantenuti solo i due migliori candidati del quarto turno. Se dopo cinque turni di votazione nessun candidato ha raggiunto la maggioranza necessaria prevista per ogni turno di votazioni, il Parlamento sarà sciolto e le elezioni dovranno svolgersi entro 45 giorni.

## Candidato ufficiale

### Annunciato
- Bajram Begaj[5][6][7]

## Risultati
|                               | Bajram Begaj                  | Indipendente                  | No candidati | No candidati | No candidati | No candidati | No candidati | No candidati | 78      | 95,12   |  |  |
|                               | Avversari                     | Avversari                     | No candidati | No candidati | No candidati | No candidati | No candidati | No candidati | 4       | 4,88    |  |  |
|                               |                               |                               |              |              |              |              |              |              |         |         |  |  |
| Maggioranza richiesta         | Maggioranza richiesta         | Maggioranza richiesta         | 84 voti      | 84 voti      | 84 voti      | 84 voti      | 84 voti      | 84 voti      | 71 voti | 71 voti |  |  |
|                               |                               |                               |              |              |              |              |              |              |         |         |  |  |
| Voti validi                   | Voti validi                   | Voti validi                   |              |              |              |              |              |              | 82      | 98,80   |  |  |
| Scheda bianca e non valida    | Scheda bianca e non valida    | Scheda bianca e non valida    | 1            | 1,20         |              |              |              |              |         |         |  |  |
| Totale                        | Totale                        | Totale                        | 83           | 100          |              |              |              |              |         |         |  |  |
| Astenuti                      | Astenuti                      | Astenuti                      | 57           | 40,71        |              |              |              |              |         |         |  |  |
| Elettori registrati/affluenza | Elettori registrati/affluenza | Elettori registrati/affluenza | 140          | 59,29        |              |              |              |              |         |         |  |  |